# Bret Hart
Bret Sergeant Hart (* 2. července 1957) je kanadský spisovatel, herec a bývalý profesionální wrestler, který má v současné době podepsaný kontrakt legend ve WWE. Stejně jako i další členové rodiny Hartových, Bret začínal v amatérském wrestlingu na Ernest Manning High School a Mount Royal College. Je znám pod přezdívkou "Hitman", ale také jako "Dokonale provedený", "Ten nejlepší co je, co kdy byl a co kdy bude" a "Černo-růžový útok" – tato přezdívka popisuje jeho ringové oblečení, které nosil společně se slunečními brýlemi, které při svém vstupu do ringu vždy rozdával mladým divákům.
V roce 1976 začal navštěvovat wrestlingovou školu Stu Harta, Stampede Wrestling, kde ale nepracoval jako wrestler. Svůj ringový debut udělal v roce 1978. Pozornost si získal až mezi lety 1980 a 1990 ve World Wrestling Federation (WWF – později WWE), kde byl vůdcem The Hart Foundation. V listopadu 1997 vystupoval ve World Championship Wrestling (WCW), tam držel mnoho wrestlingových titulů. 10. ledna 2000 oznámil, že končí s wrestlingem. Důvodem bylo údajně zranění, které si způsobil při zápasu s Goldbergem v prosinci 1999 na show Starrcade. V roce 2004 a 2006 se párkrát do ringu vrátil, v roce 2010 získal ve WWE, přesněji na show SummerSlam, svůj poslední titul a sloužil jako generální ředitel show Raw. Ve WWE se příležitostně objevuje, tam ho nazývají jako "pravděpodobně nejlepšího odborného wrestlera ve WWE historii." Dále je nazýván jako největší wrestler v historii tohoto byznysu a možná nejvíce populární světovou hvězdou 90. let.
Za svou kariéru držel celkem 32 wrestlingových titulů a dalších 17 jen ve WWF/WWE a WCW. Je sedminásobný světový šampion, pětinásobný WWF šampion a dvounásobný WCW Šampion v těžké váze. V 90. letech držel WWF titul 654 dnů a stal se prvním WCW Šampionem v těžké váze, který nebyl narozen ve Spojených státech.

## Mimo wrestling

### Spisovatel
Hart od června 1991 až do října 2004 psal týdenní články pro Calgary Sun.
16. října 2007 vydal svou autobiografii s názvem Hitman: My Real Life in the Cartoon World of Wrestling. Knihu začal psát v červenci 1999 společně s Marcym Engelsteinem, což je jeho dlouholetý přítel a obchodní partner. Knihu nedokončili ani za osm let kvůli Hartově mozkové mrtvici a dalším tragédiím, které se během psaní knihy staly.

### Herectví
V roce 1994 si zahrál vězně ve filmu od Olivera Stonea, Takoví normální zabijáci; nicméně scéna, kde hrál, byla následně vymazána.
Od roku 1994 do roku 1995 působil v televizním seriálu Osamělá holubice. Mimoto v roce 1997 nadaboval sebe samého v animovaném seriálu Simpsonovi v díle Stařec a Líza a dále v seriálech Sindibádova dobrodružství, Big Sound a The Immortal. Zapůjčil také hlas postavě ztvárňující profesionálního wrestlera v seriálu Jacob Two-Two.

## Ve wrestlingu
- Ukončovací chvaty
  - Sharpshooter
  - Spike piledriver
- Další chvaty
  - Bulldog
  - DDT
  - Dropkick
  - European Uppercut
  - Figure four leglock
  - Headbutt
  - Inverted atomic drop
  - Kip-up
  - Pendulum backbreaker
  - Plancha
  - Russian legsweep
  - Seated senton
  - Second or top rope dive into either an axe handle elbow drop
  - Sleeper hold
  - Standing legdrop
  - Stomp
  - Suicide dive
  - Swinging neckbreaker
- S Jimem Neidhartem
  - Hart Attack
- Manažeři
  - Jimmy Hart
- Byl manažerem
  - The Hart Dynasty
- Přezdívky
  - Buddy "The Hearthrob" Hart
  - Bret "The Hitman" Hart
  - "Dokonale provedený"
  - "Ten nejlepší co je, co kdy byl a co kdy bude"
  - '"Černo-růžový útok" (v týmu s Jimem Neidhartem)
- Theme songy
  - "Hart Beat" od Jimmyho Harta a J.J. Maguire (WWF; 1988–1994)
  - "Hart Attack" od Jima Johnstona, Jimmyho Harta a J.J. Maguire (WWF; 1994–1997)
  - "Hitman in the House" (WCW; 1997–1999)
  - "Hitman Theme" od Keith Scott (WCW; 1999–2000)
  - "Rockhouse" od Jimmyho Harta a H. Helm (WCW; používáno v době týmu nWo 2000; 1999–2000)
  - "Return of the Hitman" od Jima Johnstona (WWE; 2010–současnost)
- Wrestleři trénování Bretem Hartem
  - Brakkus
  - Mark Henry

## Šampionáty a ocenění

### Amatérský wrestling
- City championships, Calgary (1974)
- Mount Royal Collegiate Champion (1977)

### Profesionální wrestling
- Cauliflower Alley Club
  - Cena Iron Mike (2008)
- Professional Wrestling Hall of Fame and Museum
  - Třída roku 2008
- Pro Wrestling Illustrated
  - PWI Návrat roku (1997)
  - PWI Feud roku (1993) vs. Jerry Lawler
  - PWI Feud roku (1994) vs. Owen Hart
  - PWI Zápas roku (1992) vs. British Bulldog na SummerSlamu
  - PWI Zápas roku (1996) vs. Shawn Michaels v Iron Man zápase na WrestleManii XII
  - PWI Zápas roku (1997) vs. Steve Austin v Submission zápase na WrestleManii 13
  - PWI Nejvíce nenáviděný wrestler roku (1997)
  - PWI Nejinspirativnější wrestler roku (1994)
  - PWI Cena Stanleyho Westona (2003)
  - 1. místo v žebříčku 500 nejlepších wrestlerů PWI 500 roku 1993 a 1994
  - 4. místo v žebříčku 500 nejlepších wrestlerů PWI 500 roku 2003
  - 37. místo v žebříčku 100 nejlepších týmů všech dob s Jimem Neidhartem v roce 2003
- Stampede Wrestling
  - NWA Mezinárodní šampionát mezi týmy (Calgarská verze) (5x) – s Keithem Hartem (4x) a Leo Burkem (1x)
  - Stampede British Commonwealth šampionát ve střední váze (3x)
  - Stampede North American šampionát v těžké váze (6x)
  - Stampede Wrestling Síň slávy
- World Championship Wrestling
  - WCW Světový šampionát v těžké váze (2x)
  - WCW Šampionát Spojených států (4x)
  - WCW Světový šampionát mezi týmy (1x) – s Goldbergem
  - Fifth Triple Crown Champion (s Billem Goldbergem) (1xt)
- World Wrestling Council
  - WWC Karibský šampionát mezi týmy (1x) – s Smithem Hartem
- World Wrestling Federation / World Wrestling Entertainment
  - WWE Šampionát Spojených států (1x)
  - WWF Šampionát (5x)
  - WWF Mezinárodní šampionát (2x)
  - Král ringu (1991, 1993)
  - WWF Hvězda roku (1993)
  - Royal Rumble (1994)
  - Druhý Triple Crown šampion
  - WWE Síň slávy (třída roku 2006)
  - 4 ceny Slammy Awards
- Wrestling Observer Newsletter awards
  - Nejlepší profesionální wrestlingová kniha (2007)
  - Nejlepší profesionální wrestlingové DVD (2006)
  - Nejlepší profesionální wrestlingové DVD (2011)
  - Feud roku (1993) vs. Jerry Lawler
  - Feud roku (1997) s Owenem Hartem, Jimem Neidhartem, British Bulldogem a Brianem Pillmanem vs. Steve Austin
  - Zápas roku (1997) vs. Steve Austin v Submission zápase na WrestleManii 13
  - WONA Síň slávy (třída roku 1996)